# Nossa Senhora da China
Nossa Senhora da China é uma das invocações marianas atribuídas à Virgem Maria e que surgiu com base na aparição da Virgem Maria por volta de 1900 na aldeia de Dong-Lu, situada em Hebei, uma província da China.

## História

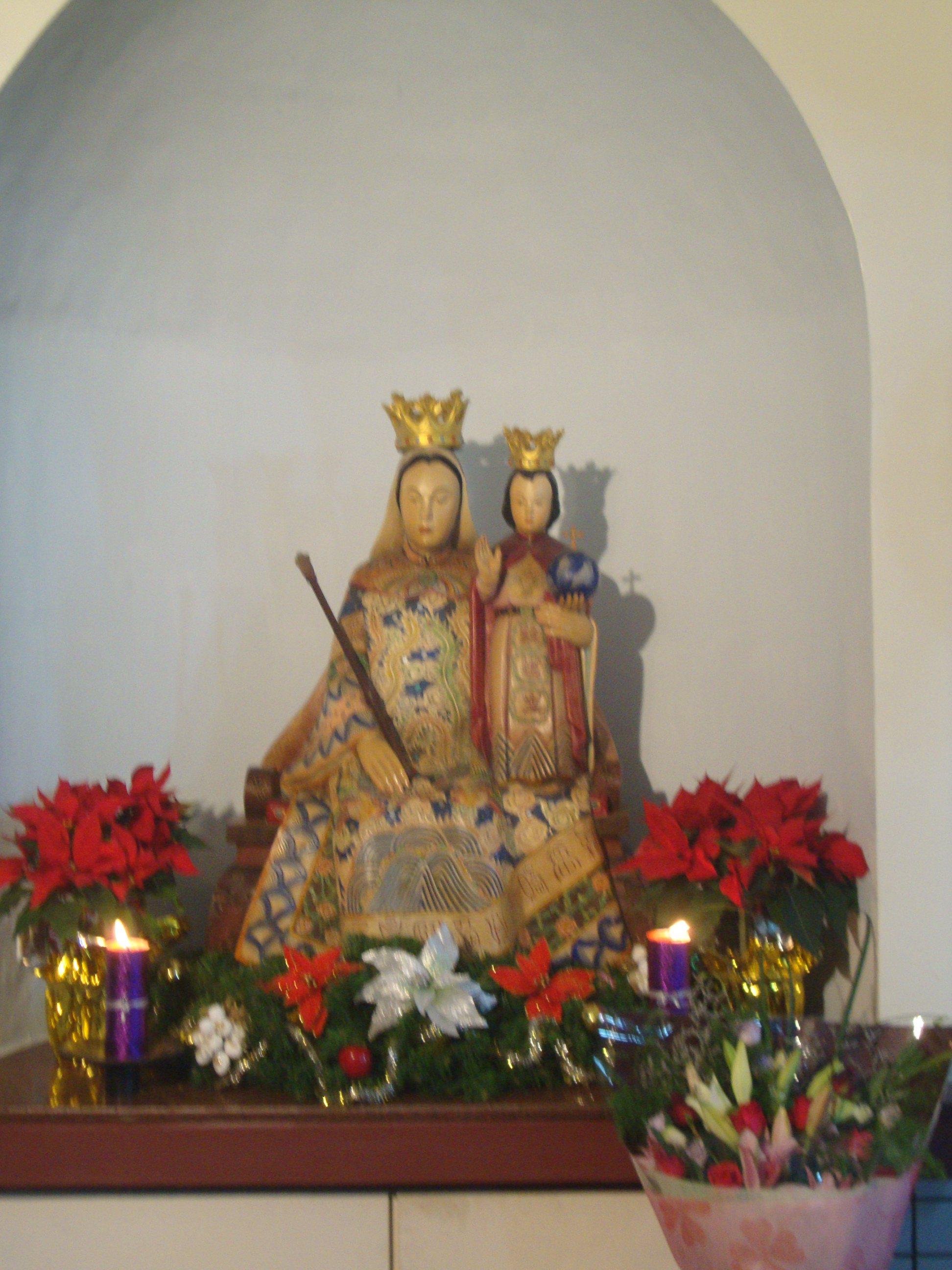
Imagem de Nossa Senhora da China, Chiayi, Taiwan

### Aparição em 1900
Em 1900, a China viveu um período conturbado, denominado de Levante dos Boxers, cujos promotores eram ultranacionalistas que, apoiados pela Imperatriz Viúva Cixi e organizados em clubes de artes marciais, tentaram travar o imperialismo ocidental na China, matando ocidentais e muitos cristãos. Em junho de 1900, os boxers anticatólicos decidiram eliminar Donglu, onde a maior parte dos seus setecentos aldeões eram católicos e onde estava sediado uma missão católica dos Lazaristas. Na altura, estavam lá também cerca de nove mil refugiados. Milhares de boxers cercaram a aldeia e aproximaram-se da localidade, até que o seu avanço foi travado por uma aparição de Nossa Senhora. Eles dispararam contra ela, que estava pairada sobre o povoado, mas, vendo que o efeito era nulo, ficaram com medo e fugiram em debandada.
Para agradecer à Virgem Maria, os habitantes construíram um santuário mariano, onde passou a ser venerada uma imagem representando a Virgem Maria com os trajes de imperatriz, mandado fazer pelo pároco local para o efeito.

### Reconhecimento
Em 1924, no primeiro sínodo dos bispos chineses realizado em Xangai, o bispo jesuíta Henri Lecroart defendeu a ideia de que a China, a Mongólia, o Tibete e a Manchúria fossem consagrados à Virgem Maria, sob a invocação de "Nossa Senhora Imperatriz da China". A ideia foi aceita e a consagração foi feita em junho do mesmo ano por 150 bispos, encabeçados pelo arcebispo Celso Constantini, que era na altura o delegado apostólico na China.
Em 1932, o Papa Pio XI elevou o santuário de Donglu à categoria de local oficial de peregrinação. Em 1941, o pontífice também estabeleceu uma festa litúrgica a ser celebrada pela Igreja na China em honra de Maria, Medianeira de Todas as Graças, sob a invocação de "Santa Mãe, Imperatriz da China". Em 1973, após o Concílio Vaticano II, a conferência episcopal chinesa, com a aprovação da Santa Sé, decidiu que esta festa seria celebrada na véspera do Dia das Mães (segundo domingo de maio).

## Perseguição e atualidade

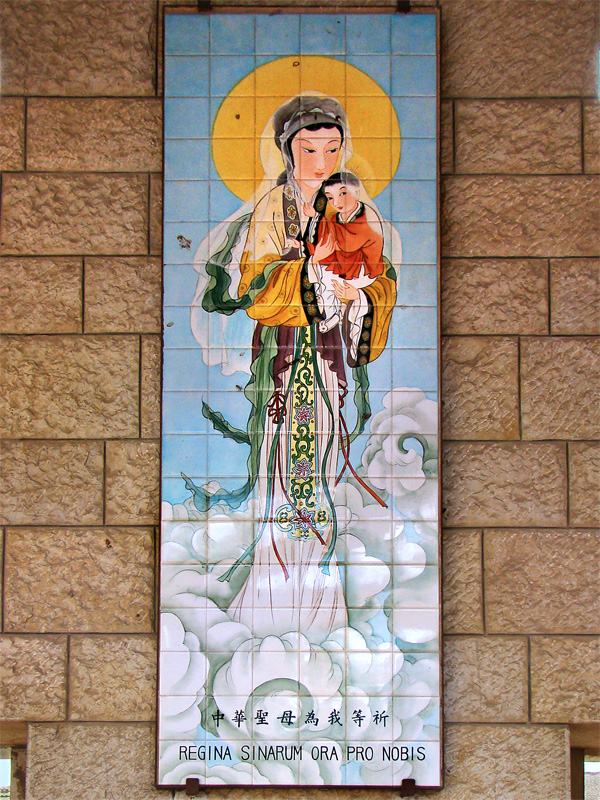
Nossa Senhora da China retratada na Basílica da Anunciação, em Nazaré

Apesar das perseguições anticatólicas realizadas pelo governo, o santuário de Donglu continuou a receber muitos peregrinos, chegando a atingir cem mil pessoas no ano de 1995. Em 1996, cinco mil soldados com tanques e helicópteros demoliram completamente o santuário e aprisionaram o bispo de Baoding, Su Chimin, o seu bispo auxiliar, An Shuxin, e o pároco do referido santuário, o Padre Cui Xingang. Desde então, as peregrinações foram proibidas pelas autoridades, mas continuam de forma clandestina, com um menor número de peregrinos que conseguem chegar a Donglu, que está sob forte controle da polícia.